# Micrelaps muelleri
Micrelaps muelleri (двоголова змія Мюллера) — вид отруйних змій родини Micrelapidae. Мешкає в Леванті. Вид названий на честь швейцарського зоолога Фріца Мюллера.

## Опис
Двоголові змії Мюллера можуть досягати довжини 40,5 см, враховуючи хвіст довжиною 3 см. Вони мають чорне забарвлення з білуватими зигзагоподібними кільцями, які можуть бути вужчими або ширшими за проміжки між ними. Здебільшого ці кільця розірвані на череві. Спинна луска гладка, без ямок, посередині тіла формує 15 рядів. Черевних лусок 251–275. Анальна пластинка розділена. Підхвостових лусок 26-32, вони також розділені.

## Поширення й екологія
Двоголові змії Мюллера мешкають на заході Сирії, на більшій частині Лівану (за винятком північного сходу), у північній половині Ізраїлю та на північному заході Йорданії. Вони живуть серед середземноморських чагарників, соснових і дубових лісів, у районах, де переважають ґрунти терра-росса, трапляються на полях. Відкладають яйця.